# Eccetera, eccetera
Eccetera, eccetera era un programma televisivo italiano di varietà trasmesso per 6 puntate, dal 22 luglio al 26 agosto 1967, sul Programma Nazionale.
Gli autori erano Italo Terzoli e Marcello Marchesi, la regia era di Vito Molinari. Conducevano Gino Bramieri, Marisa Del Frate e Pippo Baudo, mentre l'orchestra era diretta da Aldo Buonocore.
Il programma era basato sui personaggi, non necessariamente del mondo dello spettacolo, che erano riusciti a diventare qualcuno nei diversi campi e non inseriti nella categoria degli "eccetera, eccetera". Pippo Baudo in una mano calzava un pupazzo dalle sembianze di un toro, che nel meccanismo della trasmissione acquisiva più personalità ogni volta che i personaggi invitati la perdevano.